# Чезинола (Салерно)
Чезинола је насеље у Италији у округу Салерно, региону Кампанија.
Према процени из 2011. у насељу је живело 171 становника. Насеље се налази на надморској висини од 272 м.